# Cuisia
Cuisia ist eine französische Gemeinde im Département Jura in der Region Bourgogne-Franche-Comté. Sie gehört zum Arrondissement Lons-le-Saunier und zum Kanton Saint-Amour. 
Die Nachbargemeinden sind Maynal im Norden, Beaufort im Nordosten, Rosay Osten, Gizia im Osten und im Südosten, Cousance im Süden, Le Miroir (Département Saône-et-Loire) im Westen sowie Augea im Nordwesten.

## Wirtschaft
Die Rebflächen in Cuisia liegen im Weinbaugebiet Côtes du Jura. 

## Weblinks

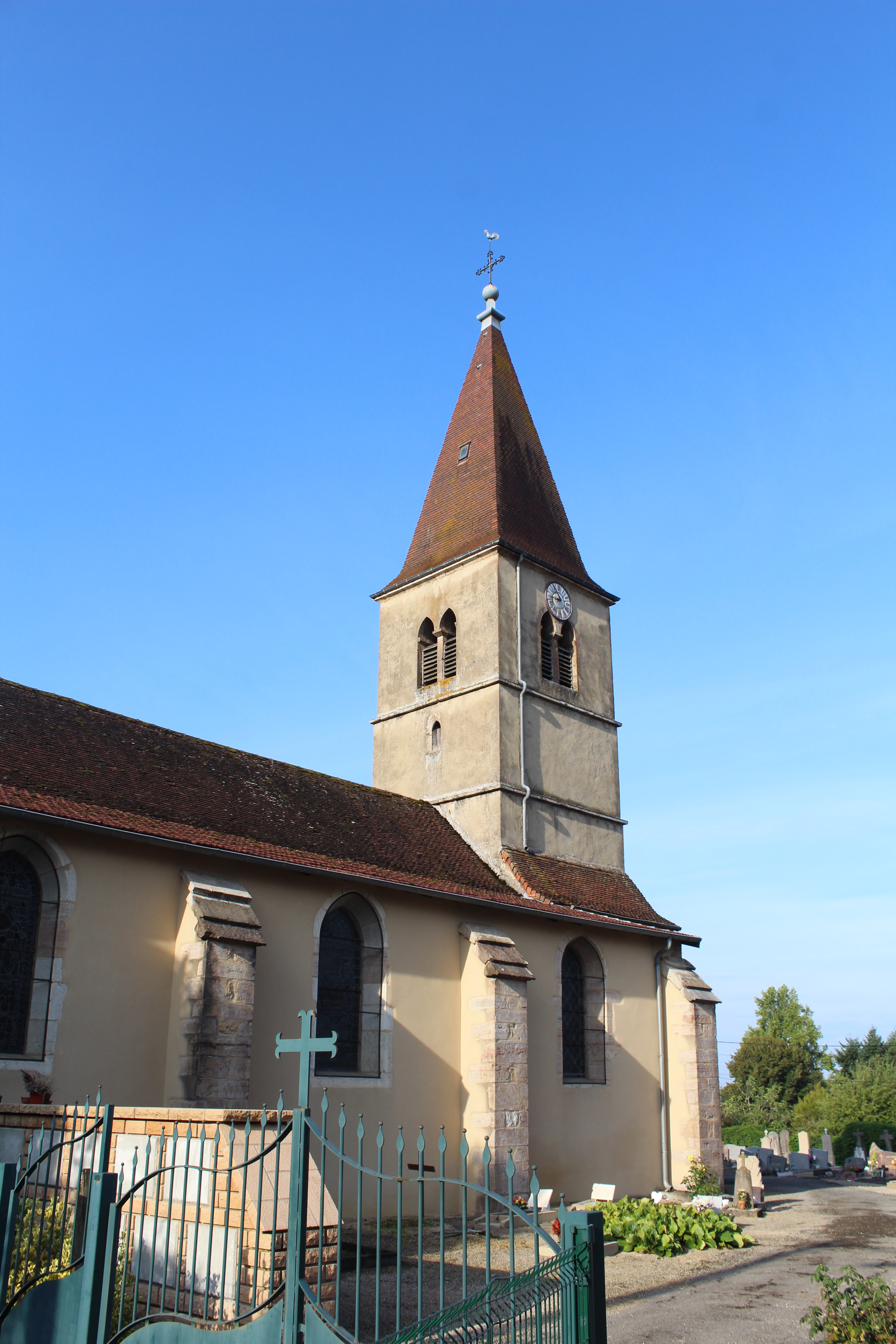
Kirche Saint-Pierre

## Bevölkerungsentwicklung
| Jahr                       | 1962 | 1968 | 1975 | 1982 | 1990 | 1999 | 2008 | 2017 |
| Einwohner                  | 345  | 373  | 378  | 401  | 411  | 364  | 409  | 392  |
| Quellen: Cassini und INSEE |      |      |      |      |      |      |      |      |